# 堺HAMONOミュージアム
堺HAMONOミュージアムとは大阪府堺市堺区にある、堺打刃物に関する博物館のことである。正式名称は堺刃物伝統産業会館である。

## 館内施設
1F
- 常設展示室
- 実演・体験コーナー
- 伝統産業展示室
- 映像紹介コーナー
- 刃物クリニック
- 観光情報コーナー

2F
- 市民ギャラリー
- 料理教室
- 研修・セミナー

## アクセス
- 阪堺線妙国寺前停留場から南西へ徒歩3分